# Concha nasal inferior
A concha nasal inferior ou corneto inferior se estende horizontalmente ao longo da parede lateral da cavidade nasal e consiste de uma lâmina de osso esponjoso, curvada em si mesmo. Cada concha nasal inferior é considerada um par de ossos faciais já que elas surgem dos ossos maxilares e se projetam horizontalmente dentro da cavidade nasal.

## Utilidade
Forma a cavidade nasal, sendo seu formato adequado para favorecer que o ar que passe seja aquecido, umedecido e limpo.

## Localização
Superior à concha nasal inferior está a concha nasal média e a concha nasal superior. Ela tem duas superfícies, duas bordas e duas extremidades.

## Articulações
Está articulado a quatro ossos:
- Etmoide;
- Maxilar;
- Lacrimal e;
- Palatino.

## Borda
A borda superior é fina, irregular e conectado a vários ossos ao longo da parede lateral da cavidade nasal.
Ele pode ser dividido em três porções:
- Anterior se articula com a crista em concha com o maxila;
- Posterior com a crista em concha com o palatino;
- Medial parte que apresenta três processos bem definidos, que variam muito em seu tamanho e forma.

- - Dentre os processos, no medial anterior há o processo lacrimal que é pequeno e pontiagudo, situado na junção da quarta anterior com as posteriores de três quartos do osso: se articula, por seu ápice, com o processo de descida do osso lacrimal, e, por suas margens, com a ranhura na parte posterior do processo frontal da maxila. Assim, ajuda a formar o canal para o ducto nasolacrimal.

- - Atrás deste processo há uma placa, larga e fina, que forma o processo etmoidal, ascendendo para formar o processo uncinado do etmoide. A partir de sua borda inferior uma lâmina fina forma o processo maxilar ao curvar para baixo e lateralmente. Este processo se articula com a maxila para formar uma parte da parede medial do seio maxilar.

A borda inferior é livre, espessa e celular em estrutura, especialmente no centro do osso.

## Ossificação
A concha nasal inferior é ossificada a partir de um único centro, que aparece no quinto mês de vida fetal na parede lateral da cápsula cartilaginosa nasal.

## Imagens

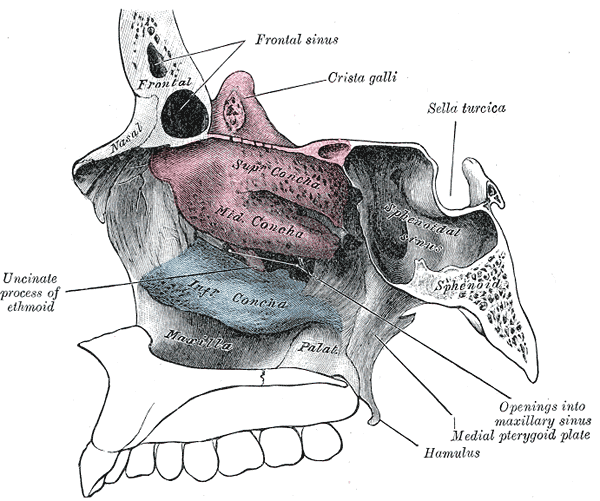
Parede lateral da cavidade nasal.
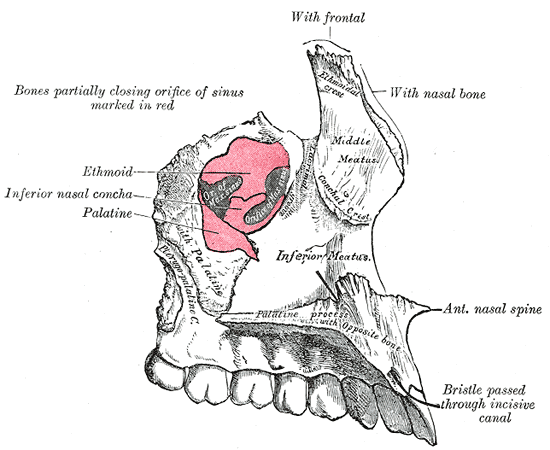
Maxila esquerda. Superfície nasal.
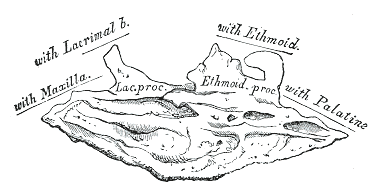
Concha nasal inferior direita. Superfície medial.
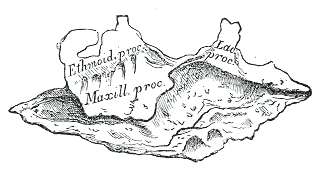
Concha nasal inferior direita. Superfície lateral.
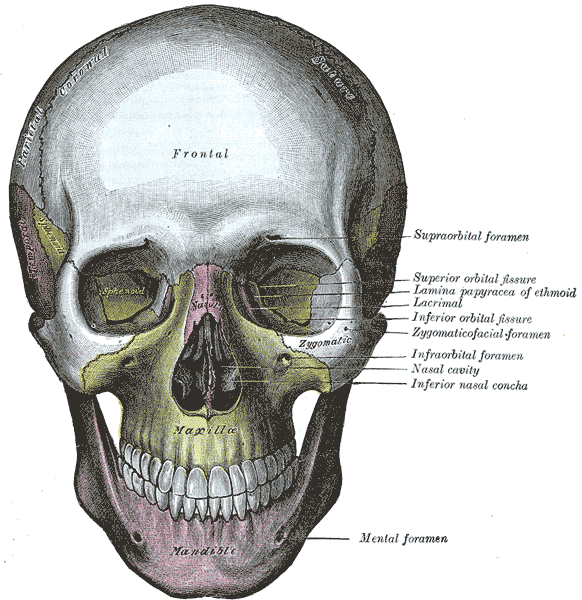
Crânio de frente.
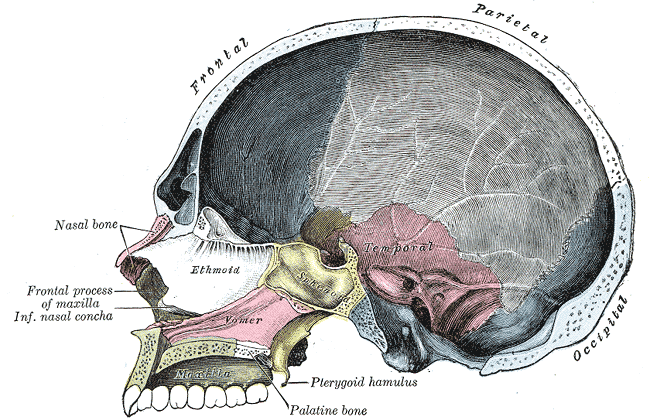
Corte sagital do crânio.
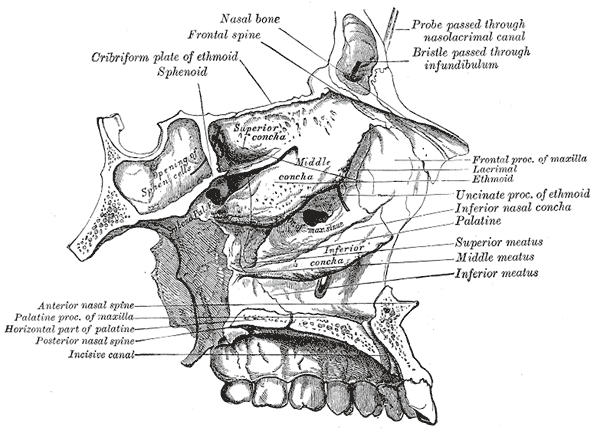
Teto, piso e parede lateral da cavidade nasal esquerda.
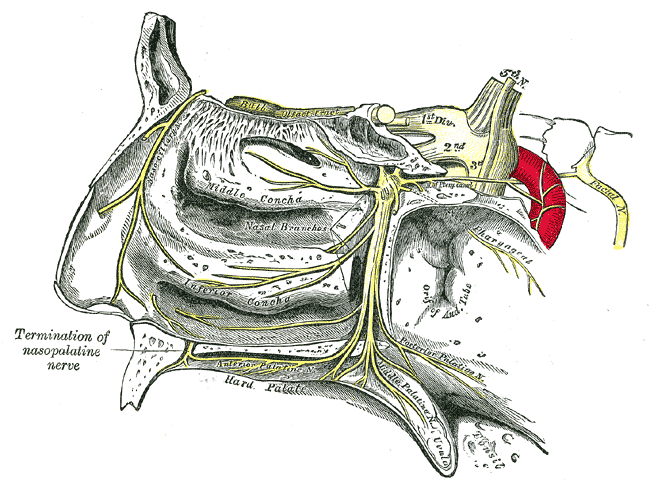
Gânglio, esfenopalatino e seus ramos.
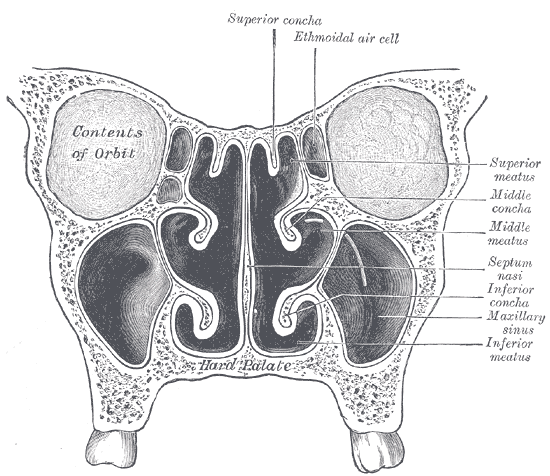
Secção coronal das cavidades nasais.
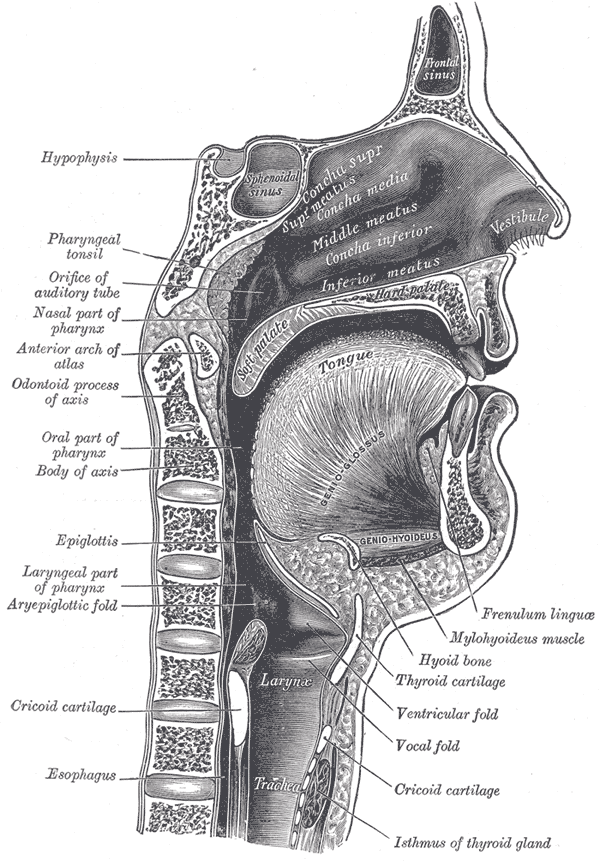
Corte sagital da boca, nariz, faringe e laringe.
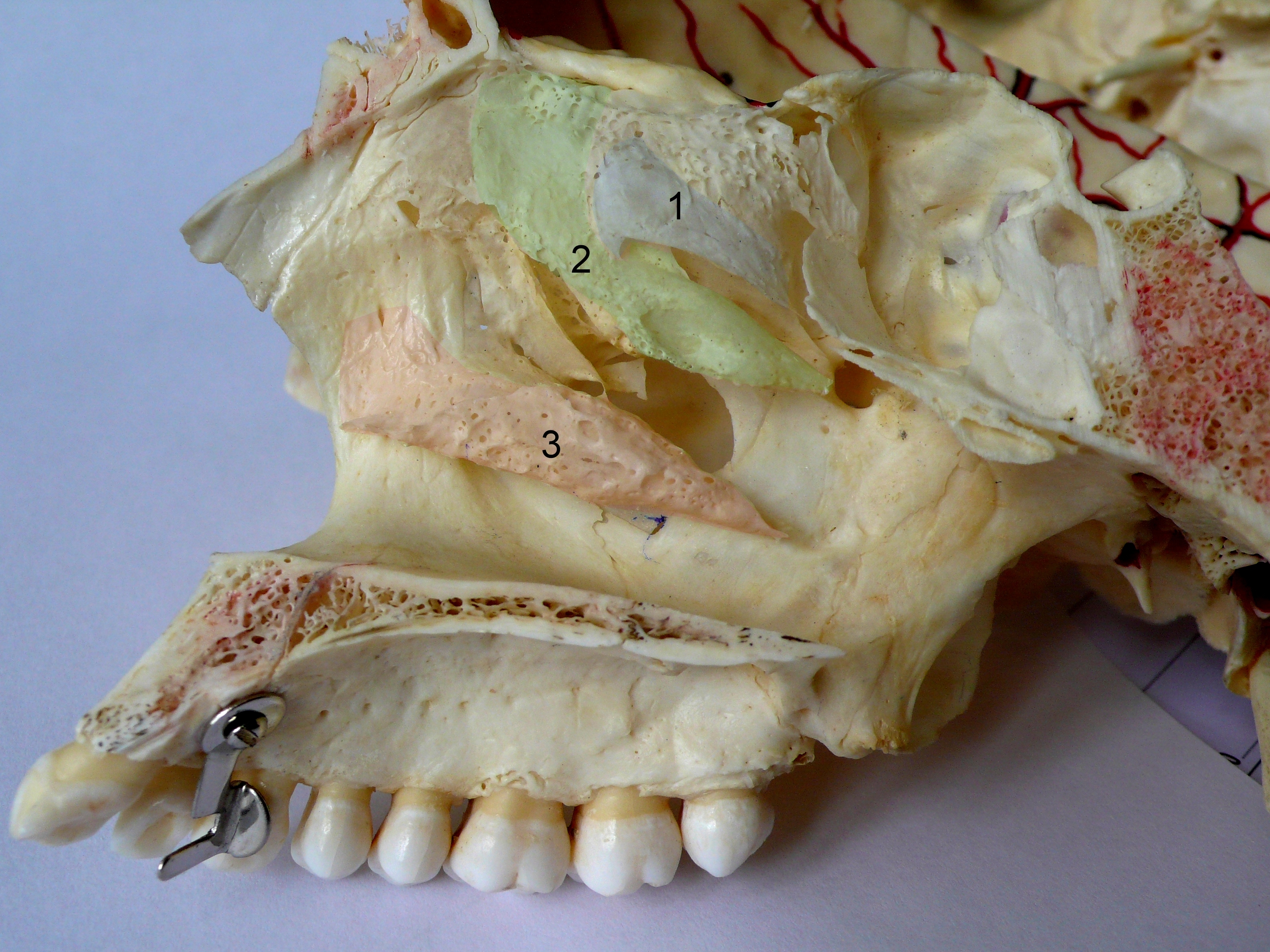
Cornetos nasais